# Левтина, Марье
Марье Левтина — чувашская поэтесса, драматург, публицист, актриса, педагог и член Союза чувашских писателей.

## Биография
Родилась 22 августа 1945 года в деревне Итяково Мариинско-Посадского района Чувашской АССР.
Окончила Чувашское республиканское культурно-просветительское училище. Работала актрисой Чувашского республиканского театра для детей и юношества, Чувашского республиканского театра кукол, Чувашского государственного ансамбля песни и танца, режиссёром Народного театра Парабельского РДК Томской области, директором Мариинско-Посадского РДК Чувашской Республики, педагогом дополнительного образования Центра творчества детей и юношества (ЦТДиЮ) города Новочебоксарска и средней школы № 50 города Чебоксары. Является ветераном ГУК «Чувашский государственный театр кукол».
Свою первую пьесу «Алина» написала в четвёртом классе (1956). С тех пор ее стихи и пьесы печатаются в газетах и журналах. За последние годы она написала немало пьес — «Ик айкки те тӑвайкки» (Моя хата с краю), «Тайӑлнӑ кукамай» (Бабушка «с приветом»), «Телейпи» (Девушка счастья), «Аслати авӑтсан...» (После грозы) и множество стихотворений. На её слова композиторами написано немало песен.

## Награды
- Лауреат 2-го Всесоюзного фестиваля народного творчества, посвященного 70-летию Великого Октября (1988).

- Лауреат Первого Международного конкурса ведущих и исполнителей развлекательно-игровых программ (1991).
- Награждена знаком «Победитель социалистического соревнования», медалью лауреата Второго Всесоюзного фестиваля народного творчества. С 2001 года член Союза чувашских писателей.
- Лауреат премии А. Талвира (2005).